# 31. Unterseebootsflottille
De 31. Unterseebootsflottille was een opleidingseenheid van de Duitse Kriegsmarine tijdens de Tweede Wereldoorlog. De eenheid werd in september 1943 opgericht en kwam onder leiding te staan van Bruno Mahn.
156 U-Boten maakten tijdens het bestaan van de eenheid deel uit van de 31. Unterseebootsflottille. De eenheid was verspreid over drie plaatsen, Hamburg, Wilhelmshaven en Wesermünde. Tijdens de opleiding werd de bemanningsleden de basisvaardigheden bijgeleerd. Met de overgave van Nazi-Duitsland in mei 1945 werd ook de eenheid officieel opgeheven.

## Commandanten
- September 1943 - april 1945 - Kptn. z. S. Bruno Mahn[1]
- April 1945 - mei 1945 - Korvettenkapitän Carl Emmermann[1]